# コンラート・フォン・マールブルク

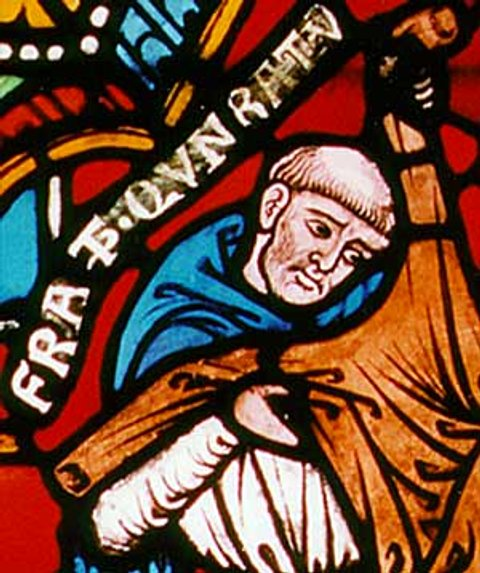
コンラート・フォン・マールブルク（聖エリザベート教会のステンドグラス）

コンラート・フォン・マールブルク（Konrad von Marburg, 1180年/1190年頃 - 1233年7月30日）は、中世ドイツの修道士、異端審問官、十字軍運動指導者。マールブルク・アン・デア・ラーンを中心に活動し、聖女エリザベートの告解師父として知られる。

## 生涯

### 説教師
コンラートの記録が最初に見られるのは、1214年に行った説教についてである。史料には「マギスター」（学者）や「修学者」としてしばしば言及されており、おそらく大学、しかもパリ大学で学んだものと思われる。コンラートが最初に活動したのがエルザス地方であったこともそれを裏付けていると思われる。後にラインラントやテューリンゲンに移り、十字軍に参加するよう群衆に呼びかける説教を野外で行い、新たな十字軍運動への機運を高めた。
1215年、ローマ教皇インノケンティウス3世から、ドイツの聖職者の生活態度や信仰を改善させるよう指導する権限を与えられた。熱心な活動を通じてテューリンゲン方伯領を治めるルードヴィング家と親交を結ぶようになったため、同家に嫁いで来たハンガリー王女エリザベートの師父に任ぜられた。コンラートはエリザベートに対して敬虔に生活するよう厳しく指導した。さらにコンラートはテューリンゲン方伯ルートヴィヒ4世を神聖ローマ皇帝フリードリヒ2世が行う第6回十字軍に参加させることに成功した。さらにコンラートは、十字軍に従軍して不在となったルートヴィヒ4世に代わりテューリンゲンの宗教指導者となった。

### 聖女の師父
コンラートはその禁欲と清貧な生活で知られ、尊敬を集めた。コンラートが移動する時には熱心な支持者が後に付き従ったという。こうした宗教的禁欲主義と清貧への尊敬は当時のヨーロッパでの神父に一般的なものだった。一方で清貧運動からはカタリ派やヴァルド派が生まれたが、カトリック教会はこれを異端と見なして根絶するよう命令し、教皇グレゴリウス9世は異端審問官を設置し、異端狩りのために各地の司教から独立した権限を与えた。コンラートは教皇から直接異端審問官に任ぜられた最初の一人であり、異端審問を独自に行うことが出来るようになった。
ルートヴィヒ4世は従軍中に病死し、ルードヴィング家には若い未亡人エリザベートが残された。コンラートはエリザベートの未亡人としての遺産相続をルードヴィング家と争ったため、エリザベートと共にヴァルトブルク城を離れマールブルク・アン・デア・ラーンに移った。教皇グレゴリウス9世は自らエリザベートの未亡人としての権利を認める書簡を送った。コンラートはエリザベートの得た遺産から病人や貧民を保護する病院を建設し、エリザベートは自らそこで働いた。後に列聖されることになるエリザベートに対するコンラートの指導は厳しさをきわめ、エリザベートの子供達を奪って修道院に入れ、エリザベートをその友人達同様に鞭打ったり監視させたりした。衰弱したエリザベートは1231年に24歳で死去した。
貧民や病人に尽くしたエリザベートの遺体には奇跡が起きたと言われるようになり、コンラートは教皇庁に列聖を申請した。そのためにコンラートはエリザベートの短い伝記を著したが、これがコンラートの残した唯一の著作となり、エリザベートの従者が残した証言と共にこの聖女に関する貴重な記録となっている。列聖調査は異例な早さで行われることになったが、コンラート自身がエリザベートの列聖を見ることはなかった。

### 異端審問官
コンラートの下、ドイツでは異端審問が激しさを増していた。グレゴリウス9世の勅令をたてに、コンラートは異端審問の期間を短縮し、猶予を与えず被告を火刑台に送り込んだ。コンラートは異端者を悪魔崇拝者として扱った。コンラートの告発に基づいて、グレゴリウス9世は1233年にドイツにおける異端に関する書簡「Vox in Rama」を著している。コンラートは異端狩りのためなら貴族や諸侯に対しても遠慮なく接したため、その恐れや憎しみを買うようになった。
コンラートはラインラントの有力な支配者ハインリヒ・フォン・ザイン（3世）を異端者支持者として告発したが、ハインリヒ3世はコンラート自身による審問を避け、大司教座のあるマインツ大聖堂でローマ王（ドイツ王）ハインリヒ（7世）の臨席の下に帝国裁判として行わせることに成功した。その裁判では伝統的な手続きに則ってハインリヒ3世の無罪が証言され、無罪判決となった。この敗北の直後、コンラートは修道士2人を従えてマールブルクに戻ろうとしたが、マールブルクの南にあるベルタースハウゼンの北西2kmの路上で6人の騎士に襲撃され、従者もろとも殺害された。この騎士はおそらくハインリヒ3世の臣下でこの近辺に所領を持っていたフォン・デルンバッハ家の一族郎党であったと思われる。
コンラートの死から間もない1235年にエリザベートは列聖された。マールブルク城の周りにあった市には巡礼が来るようになり、サンティアゴ・デ・コンポステーラやルルドに並ぶ巡礼地になった。テューリンゲン方伯家と関わりの深かったドイツ騎士団はコンラートの建設した病院やエリザベートの遺産、その中にあり今や巡礼地となったエリザベートの墓所を相続した。こうしてマールブルクは都市としての発展を遂げることになり、やがてはヘッセンの主要都市の一つとなった。

## 芸術の題材として
19世紀後半、コンラートの生涯は研究書や小説、さらには演劇の題材として盛んに取り上げられるようになったが、ブームはすぐに去った。エリザベートに対する仕打ちもあって、戦後は取り上げられることは少ない。フランスにはコンラートをモデルとした漫画もあるが、実際のコンラートとは大きくかけ離れた設定になっている。聖エリザベートの生誕800年にあたる2007年にはゆかりの地アイゼナハでミュージカルが初演されたが、コンラートは主役級として登場している。

## 文献
- Alexander Patschovsky: Zur Ketzerverfolgung Konrads von Marburg. Deutsches Archiv für Erforschung des Mittelalters (DA) 37 (1981), S. 641–693.
- Hermann Ploppa: Konrad von Marburg – Stadtgründer und Großinquisitor. In: Marbuch. 6. Auflage. Marbuch-Verlag, Marburg 1998, ISBN 3-9806487-1-0.
- Martin Scharfe: Die Heilige und ihr Zuchtmeister. Ein Marburger Bild zum Geschlechterverhältnis. Vortrag anlässlich des 31. Deutschen Volkskundekongresses 1997 in Marburg. Marburger Universitätsreden Bd. 22. Marburg: Philipps-Universität, 1998. 28 S., ISBN 3-923014-17-1.
- Dietrich Kurze: Anfänge der Inquisition in Deutschland. in: Peter Segl (Hrsg.): Die Anfänge der Inquisition im Mittelalter. Mit einem Ausblick auf das 20. Jahrhundert und einem Beitrag über religiöse Intoleranz im nichtchristlichen Bereich. Köln 1993 (Bayreuther Historische Kolloquien; Bd. 7), S. 131–193.
- Henry Charles Lea: Geschichte der Inquisition im Mittelalter. Bd. 2: Die Inquisition in den verschiedenen christlichen Ländern. (1. Auflage), Nordlingen 1987, ISBN 3-89190-860-1.

## 史料
- Giuseppe Alberigo (編.): Conciliorum oecumenicorum decreta. Freiburg 1962.
- James Fearns (編): Ketzer und Ketzerbekämpfung im Hochmittelalter Göttingen 1968 (Historische Texte/Mittelalter; Bd. 8).
- Ludwig Förg: Die Ketzerverfolgung in Deutschland unter Gregor IX. Ihre Herkunft, ihre Bedeutung und ihre rechtlichen Grundlagen. Berlin 1932 (Historische Studien 218), ND Vaduz 1965.
- Othmar Hageneder u. a.: Die Register Innocenz' III.; Bd.2: 2. Pontifikatsjahr, 1199/1200. Texte/bearbeitet von Othmar Hageneder, Werner Maleczek und Alfred A. Strnad, in: Publikationen des Österreichischen Kulturinstitut in Rom. Abt.2, Quellen; Reihe 1, Rom; Wien 1979.
- Dietrich Kurze: Anfänge der Inquisition in Deutschland in: Peter Segl: (編): Die Anfänge der Inquisition im Mittelalter. Mit einem Ausblick auf das 20. Jahrhundert und einem Beitrag über religiöse Intoleranz im nichtchristlichen Bereich. Köln 1993 (Bayreuther Historische Kolloquien; Bd. 7).
- Joannes Dominicus Mansi (編): Sacrorum Conciliorum nova et amplissima Collectio. Bd. 23, ND Graz 1960.
- Kurt Selge (編): Texte zur Inquisition, Gütersloh 1967.
- Emil Zenz (編): Die Taten der Trierer. Gesta Treverorum. Bd. 3, Trier 1959.